# Derain (cráter)
Derain es un cráter de impacto de 167 km de diámetro del planeta Mercurio. Debe su nombre al pintor francés  André Derain (1880-1954), y su nombre fue aprobado por la  Unión Astronómica Internacional en 2009.
Está formado por un material extraordinariamente oscuro dentro y alrededor del cráter. El material es más oscuro que el terreno adyacente de tal manera que este cráter se identifica fácilmente, incluso en una imagen global lejana de Mercurio. El halo oscuro puede ser un material on una composición mineral diferente de la mayoría de la superficie visible de Mercurio MESSENGER. 